# Wikipedia @ 20
《Wikipedia @ 20》是一本关于维基百科的散文集，由麻省理工学院出版社于2020年底出版，纪念维基百科创建20周年。它由学者兼作家小约瑟夫·雷格尔和社会研究员杰基·科纳（Jackie Koerner）编辑。稿件来自其他34位维基人、学者、研究人员、记者、图书馆员、艺术家和其他人，反映了维基百科讨论中的特定历史和未来主题。